# 222P/LINEAR
222P/LINEAR (też LINEAR 46) – kometa krótkookresowa, należąca do rodziny Jowisza. Jest to także obiekt typu NEO.

## Odkrycie
Kometa została odkryta 7 grudnia 2004 roku w ramach programu obserwacyjnego LINEAR.

## Orbita komety i właściwości fizyczne
Orbita komety 222P/LINEAR ma kształt elipsy o mimośrodzie 0,73. Jej peryhelium znajduje się w odległości 0,78 j.a., aphelium zaś 4,93 j.a. od Słońca. Jej okres obiegu wokół Słońca wynosi 4,83 roku, nachylenie do ekliptyki to wartość 5,15˚.
Jądro tej komety ma rozmiary maks. kilku km.